# Valéria Gyenge
Valéria Gyenge (n. 3 aprilie 1933, Budapesta, Regatul Ungariei) este o înotătoare maghiară, medaliată olimpică. A participat la o ediție a Jocurilor Olimpice (1952) în care a câștigat o medalie de aur.